# Diaphus richardsoni
Diaphus richardsoni és una espècie de peix de la família dels mictòfids i de l'ordre dels mictofiformes.

## Morfologia
- Els mascles poden assolir 6 cm de longitud total.[4]

## Hàbitat
És un peix marí i d'aigües profundes que viu entre 350-1.000 m de fondària.

## Distribució geogràfica
Es troba al sud-est de l'Atlàntic i al Mar de la Xina Meridional.